# Турикасы (Чебоксары)
Турикасы, Тури-Касы, Туры-касы, Турикасы (чув. Турикасси) — упразднённая в 1964 году деревня в Чувашии. Ныне на территории посёлка Чандрово Московского района города Чебоксары.

## География
Находилась в пригородной зоне города Чебоксары, на берегу реки Волга.

## История
Чувашский географический термин касси/касы (вариант от кас) означает «выселок, околоток, часть деревни, улица». Об основании деревни как выселка говорит исторический справочник 1907 года. В нём «отмечено, что дер. Чандрово Янгильдинской волости Козьмодемьянского уезда состоит из двух околотков: Иштереккасы и Турикасы»
В Иштереккасах и Турикасах, по всей вероятности, собирал материалы и делал записи в научной командировке 1906—1908 гг. этнограф Дьюла Месарош.
До революции (Нестеров 1981. С.321) и до 1920 года Турыкасы входили в состав Янгильдинской волости Козьмодемьянского уезда Казанской губернии. После революции в составе Янгильдинской волости (до 1926 года), Чебоксарской волости Чебоксарского уезда с 26.07.1920 по 1927 год. С 1.10.1927 года входил в Чебоксарский район, в Ишлейский район с 1.3.1935, вновь в Чебоксарском районе с 14.07.1959. Затем с 27.03.1962 перешла деревня в подчинение Чебоксарского горсовета. Cельсоветы: Яушевский — с 1.10.1927, Чандровский с 01.10.1928, Вурман-Сюктерский с 14.06.1954, Заводской с 27.03.1962 (Нестеров 1981. С.255-256).
В годы Великой Отечественной погибли или пропали без вести 31 житель Турикас (Книга памяти. (Пред. Иванов А. С ., сост. Матросов И. М.) — Чебоксары: изд-во «Чувашия», 1995. 320 с. С. 31, 244—245).
В 1964 году Указом Президиума ВС РСФСР населённые пункты Иштереккасы, Сирмакасы и Турикасы объединены в один населённый пункт под названием посёлок Чандрово.

## Инфраструктура
Личное подсобное хозяйство.

## Транспорт
Просёлочные дороги.